# DeVotchKa
DeVotchKa  es un cuarteto vocal y multi-instrumental. Su nombre proviene de la palabra rusa devochka  (девочка), que significa "chica". Procedente de Denver, Colorado, el cuarteto está compuesto por Nick Urata, vocalista que además toca el theremín, la guitarra, el buzuki, el piano y la trompeta; Tom Hagerman, que toca el violín, el acordeón y el piano; Jeanie Schroder, que toca el sousafón, el contrabajo y la flauta, además de actuar como vocalista; y Shawn King, que se encarga de la percusión y la trompeta.

## Historia
Actuando en sus orígenes como banda acompañante en shows de burlesque, en sus primeros años DeVotchKa también fue de gira con la modelo y artista del mismo género Dita Von Teese. La banda comenzó a hacerse con un modesto grupo de seguidores underground a partir de los numerosos tours que realizó por toda la nación para publicitar los discos lanzados por su cuenta. La banda se dio a conocer a un público más amplio después de que su canción "How It Ends" apareciera en el tráiler de la película Todo está iluminado , en un tráiler del videojuego Gears of War 2  llamado "The Last Day" y en un episodio de la cuarta temporada de la serie Everwood. Su actuación en el festival musical de Bonnaroo fue considerada un éxito. [cita requerida] Entre gira y gira, los directores de cine Jonathan Dayton y Valerie Faris les propusieron participar en la banda sonora de su debut Pequeña Miss Sunshine, película de 2006 que obtendría cuatro nominaciones a los Premios de la Academia. DeVotchKa, junto con el compositor Mychael Danna, compusieron y ejecutaron la mayor parte de la banda sonora y fueron nominados a la categoría de Mejor Recopilación de Banda Sonora en los Premios Grammy 2006. El tema principal, "The Winner Is", fue utilizado igualmente en un anuncio para la empresa francesa de energía Suez y en otro para el fondo de pensiones holandés PGGM.
El vocalista de Arcade Fire Win Butler sugirió a DeVotchKa que hicieran un cover de "The Last Beat of My Heart", de Siouxsie And The Banshees. Los músicos encontraron la idea interesante y grabaron la canción para su EP Curse Your Little Heart , actualmente aclamado por la crítica.
El grupo hizo una gira mundial para publicitar su álbum anterior, A Mad & Faithful Telling  (lanzado en marzo de 2008). El álbum alcanzó el puesto 9 en el ranking de  Billboard Heatseekers y el 29 en el de Top Independent Albums. "New World" y "Head Honcho" aparecieron en un episodio de la cuarta temporada de la serie de televisión Weeds , de Showtime.
El último álbum de estudio de DeVotchKa, 100 Lovers, salió en marzo de 2011. 
En 2008, el periódico de la ciudad de Boston The Phoenix  los nombró la Mejor Banda Nueva de Colorado. "How It Ends" alcanzó el puesto 101 en el ranking de UK Singles.
DeVotchKa actuaron como teloneros de Muse en el Estadio de Francia el 12 de junio de 2010, tocando ante más de 80 000 personas.

## Miembros
- Nick Urata – voz, guitarras, piano, trompeta, theremín, buzuki
- Tom Hagerman – violín, acordeón, piano, melódica
- Jeanie Schroder – sousafón, contrabajo, voz, flauta
- Shawn King – batería, percusión, trompeta, acordeón, órgano

## Discografía
- SuperMelodrama  (2000)
- Triple X Tango  (2002)
- Una Volta  (2003)
- How It Ends  (2004)

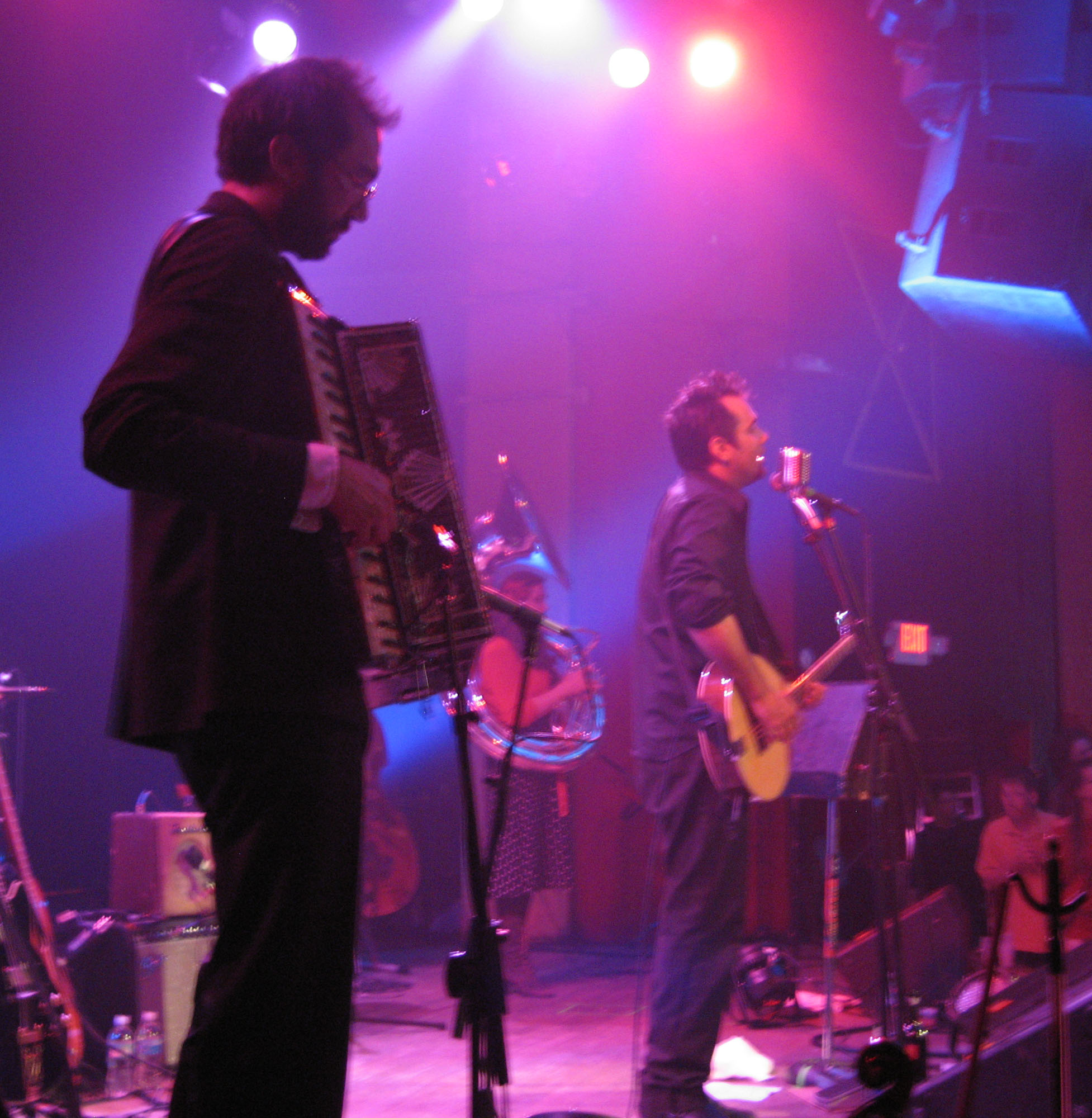
Vivo en Indianápolis el 10 de mayo de 2008

- Curse Your Little Heart  (EP)  (2006)
- Little Miss Sunshine (Original Motion Picture Soundtrack)  (2006)
- A Mad & Faithful Telling  (2008) No. 29 Independent Albums Chart/ No. 9 Heatseakers (Billboard U.S.)
- I Love You, Philip Morris (Original Motion Picture Soundtrack)  (2009)
- 100 Lovers  (2011) No. 74 U.S.
- DeVotchKa Live with the Colorado Symphony  (2012)
- This Night Falls Forever  (2018)
- Give Me Something  (2019)
- The Neverending Story (Original Motion Picture Soundtrack)  (2020)
- The Winner Is... (Devotchka Version)  (2023)
- How It Ends (Radio Edit)  (2024)
- How It Ends - Re-Mastered  (2024)

Apariciones en otros álbumes
- Nightmare Revisited  - "Overture" (2008)
- Live at KEXP Vol.5  - "How It Ends" (2009)
- Starbuck's Sweetheart  - "Hot Burrito No. 1" (2009)
- "Songs From The Point!" - cover de Harry Nilsson (2009)
- "Man in a Shoe" - anuncio de DirecTV que utilizó "The Winner Is", NBC, (2013)